# Parque María Behety

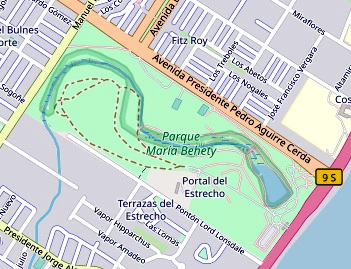
Karte des Parks mit den Grenzen des Naturschutzgebiets

Der Parque María Behety ist eine öffentliche Grünanlage in der chilenischen Stadt Punta Arenas. Ein Teil des Parks wurde vom chilenischen Umweltministerium als „städtisches Feuchtgebiet“ (Humedal urbano) unter Schutz gestellt.

## Lage
Der Park liegt am südlichen Stadtrand von Punta Arenas, etwas mehr als zwei Kilometer vom Stadtzentrum entfernt. Der einzige Eingang befindet sich im Südosten an der Uferstraße 21 de Mayo. Von hier erstreckt sich das Gelände bis zur Calle Manuel Rodriguez. Die seitlichen Begrenzungen der Anlage bilden die Avenida Presidente Pedro Aguirre Cerda im Nordosten und der Pontón Lord Lonsdale im Südwesten. Für motorisierte Besucher steht ein Parkplatz im Süden des Parkgeländes zur Verfügung.

## Beschreibung

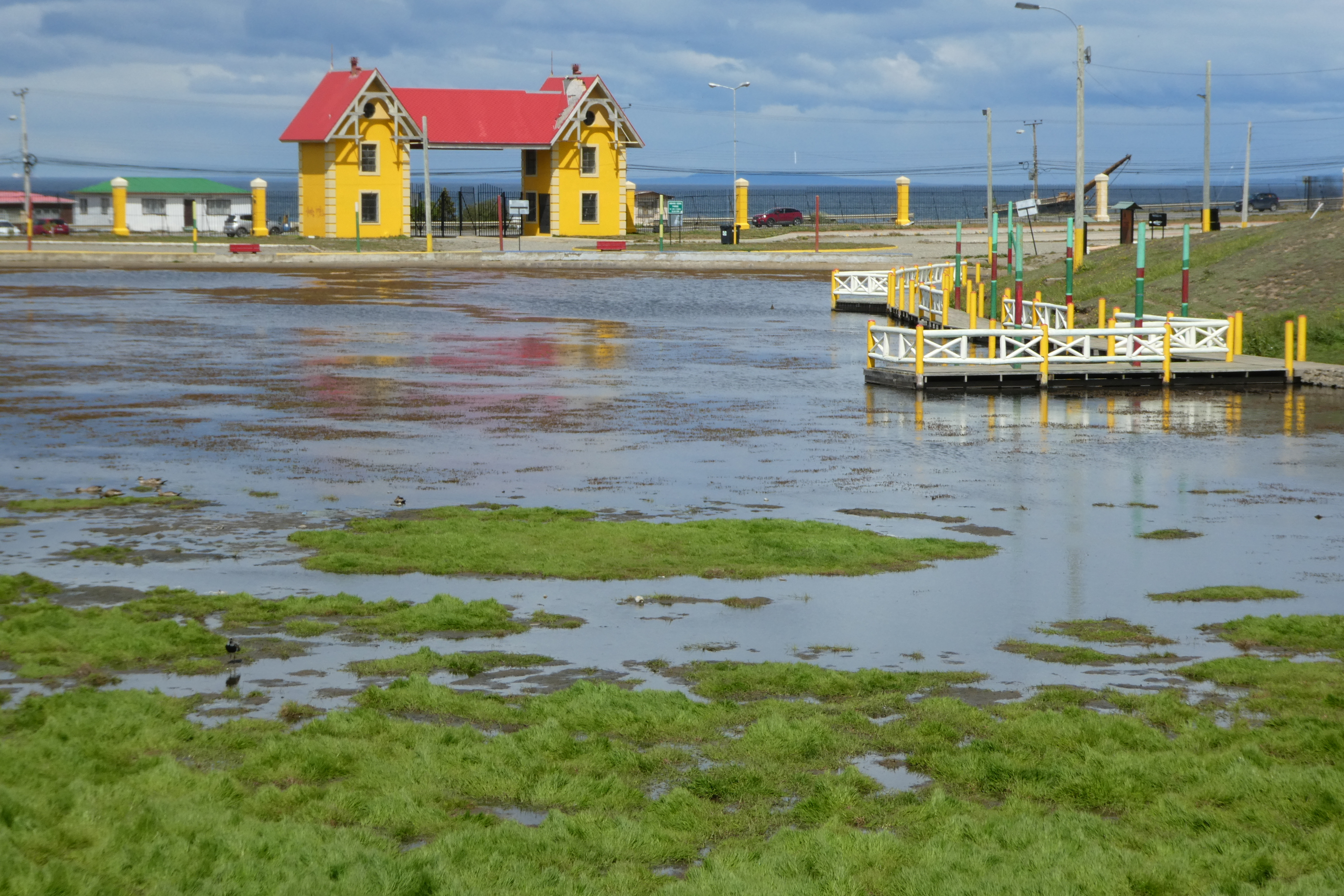
Blick über den Teich zum Eingangstor

Der Parque María Behety ist der einzige Erholungspark in Punta Arenas. Er kam 1948 durch eine Schenkung aus dem Nachlass des Geschäftsmanns Julio Menéndez Behety (1884–1943) in kommunalen Besitz. In der Schenkungsurkunde wurde verfügt, dass er Spiel und Sport, der Erholung sowie kulturellen Zwecken dienen sollte. Für die Verwaltung und Pflege des Parks ist die Gemeinde zuständig, die nach dem Willen des Spenders keine Gebühren für die Nutzung erheben darf, so dass der Zugang für die Öffentlichkeit kostenlos ist. Der Name des Parks erinnert an die Mutter des Spenders, María Behety Chapital (1848–1908), Ehefrau des mächtigsten Geschäftsmanns der Stadt, José Menéndez.
Der Park besitzt einen rechteckigen Grundriss mit Seitenlängen von 820 bzw. 290 Metern und einer Fläche von 23,7 ha. Im vorderen, der Küste der Magellanstraße zugewandten Teil wurde das Gelände in den 1960er Jahren eingeebnet. Im hinteren Teil des Parks blieben die hügelige Topographie und der natürliche Baumbestand erhalten. Gleich hinter dem Eingang befindet sich ein 0,8 ha großer Teich, der von einem sich durch den gesamten Park schlängelnden Wasserlauf mit morastigem Ufer gespeist wird. An der Südwestseite des Geländes gibt es seit den 1950er Jahren eine städtische Gärtnerei. An der gegenüberliegenden Längsseite befinden sich ein Bolzplatz und ein Basketballfeld, am Westufer des Teichs ein Kinderspielplatz.

## Flora und Fauna

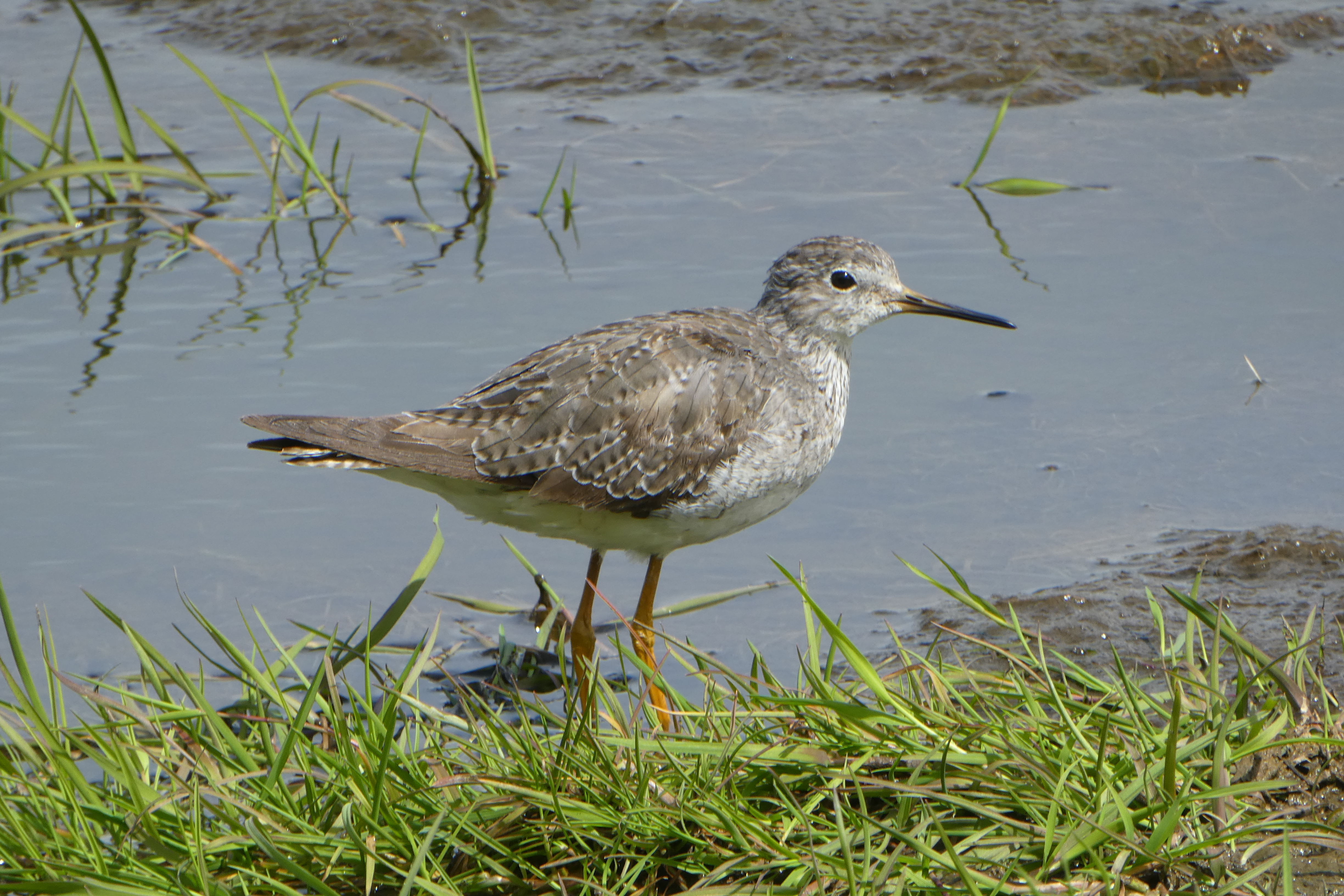
Kleiner Gelbschenkel im Parque María Behety

Während der vordere Teil der Anlage von Rasen bedeckt ist, dominiert im hinteren Teil ein ursprünglicher Laubwald aus sommergrüner Antarktischer Scheinbuche und Lenga-Südbuche, durchsetzt mit Sträuchern der Buchsblättrigen Berberitze. An den Bäumen findet man den essbaren Pilz Cyttaria espinosae. Insgesamt wurden auf dem Parkgelände 49 Pflanzenarten gefunden, von denen 55 % Neophyten sind.
Im Parque María Behety kommen 32 Vogelarten vor. Am häufigsten sind der Meisentachuri (Anairetes parulus) und die Morgenammer. Es gibt mehrere Arten von Wasservögeln wie die Schopfente, die Braunkopfente, die Chile-Spitzschwanzente, die Chile-Pfeifente, den Kleinen Gelbschenkel und den Bronzekiebitz sowie einige tag- und nachtaktive Greifvögel wie den Chilehabicht und den Australzwergkauz. Die Insekten sind unter anderem durch Rüsselkäfer der Gattung Rhyephenes, die Hummel Bombus dahlbomii sowie verschiedene Schmetterlinge vertreten.
Am 1. Juli 2021 wurde auf Beschluss des chilenischen Umweltministeriums ein 4,3 ha großes Gebiet, das den Wasserlauf und den Teich umfasst, als städtisches Feuchtgebiet (Humedal urbano) unter Schutz gestellt. Ausschlaggebend dafür war die Bedeutung des Areals als Rastplatz für durchziehende Wasservögel sowie für die Erholung und Umwelterziehung.

## Freilichtmuseum

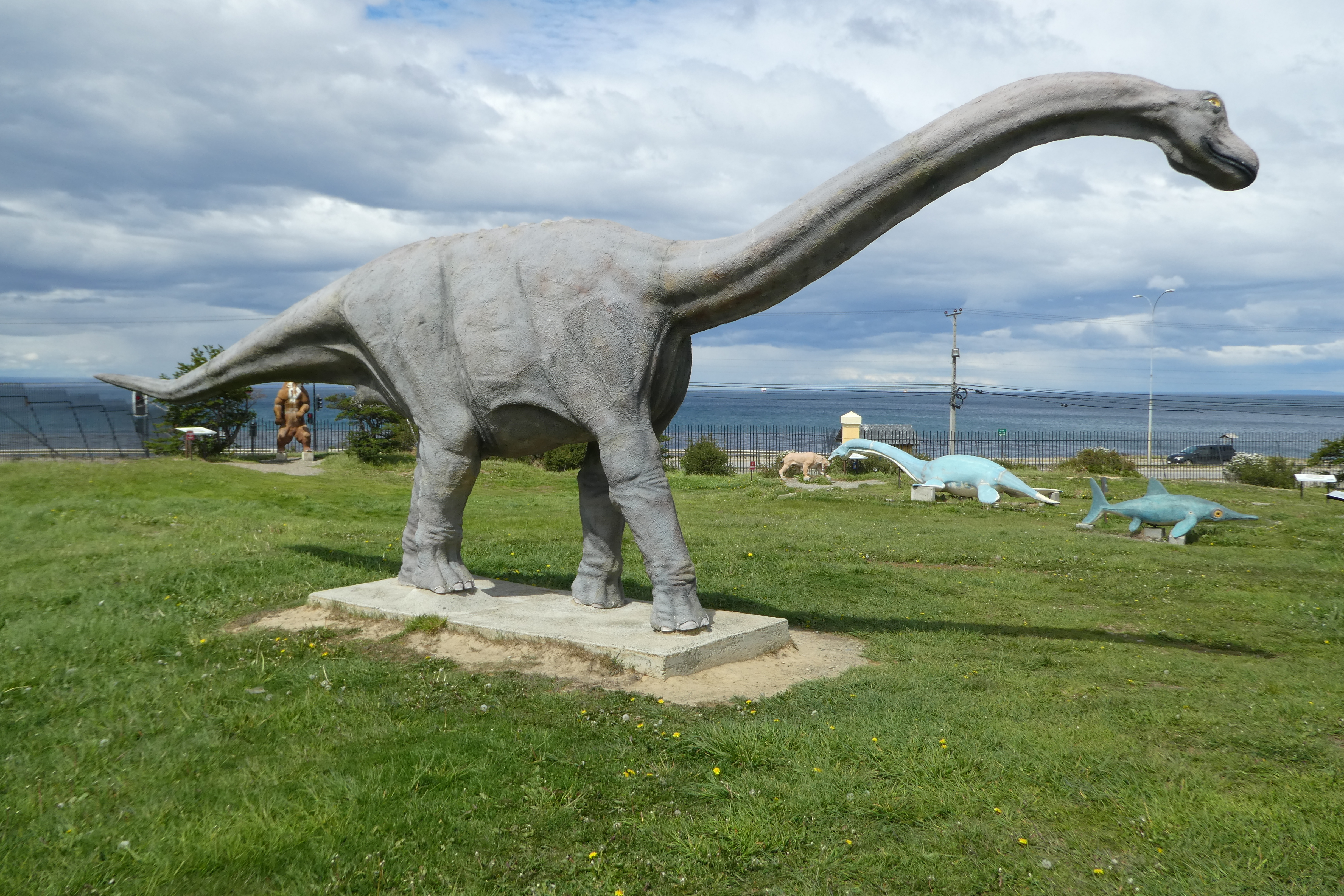
Titanosaurus (im Hintergrund von links nach rechts Arctoctherium, Smilodon, Elasmosaurus und Platypterygius)

Im östlichen Teil des Parks befindet sich seit 2015 eine Freilichtausstellung prähistorischer Tiere aus der heutigen Region von Magellan und der chilenischen Antarktis. Unter der wissenschaftlichen Leitung von Marcelo Leppe (Instituto Antartico Chileno) und Rodrigo Villa-Martínez (Centro de Estudios del Cuaternario, CEQUA) sind zehn lebensgroße Modelle aus Karbonfasern, Kunstharz, Polyurethan und Polyethylen gefertigt worden, die dem rauen Klima an der Magellanstraße 60 Jahre standhalten sollen. Die bis zu vier Meter hohen Skulpturen sind an Betonsockeln befestigt, die zum Teil 1,80 m tief in den Boden eingelassen sind. Die Kosten des Projekts beliefen sich auf 110 Millionen Peso. Als Begleitmaterial zur Dauerausstellung gab das CEQUA eine kostenlose kindgerechte Broschüre heraus.
Das größte der dargestellten Tiere ist ein nicht näher bezeichneter Vertreter der Gruppe der Titanosaurier. Weitere Dinosaurier sind ein Hadrosaurier und „Elvisaurus“ (Cryolophosaurus) aus der Familie der Dilophosaurier. Die Meeresreptilien sind vertreten durch den Plesiosaurier Elasmosaurus und den Ichthyosaurier Platypterygius. Die restlichen fünf Modelle stellen Säugetiere dar, die erst am Ende des Pleistozäns vor etwa 11.500 Jahren ausstarben: den patagonischen Bär Arctotherium, Hippidion aus der Familie der Pferde, die Säbelzahnkatze Smilodon, den Jaguar Panthera onca mesembrina und das Südamerikanische Huftier Macrauchenia patachonica.